# Gmina Susiec
Die Gmina Susiec ist eine Landgemeinde im Powiat Tomaszowski der Woiwodschaft Lublin in Polen. Ihr Sitz ist das gleichnamige Dorf mit etwa 1300 Einwohnern.

## Gliederung
Zur Landgemeinde Susiec gehören folgende 21 Ortschaften mit einem Schulzenamt:
Ciotusza Nowa
Ciotusza Stara
Grabowica
Huta Szumy
Kunki
Łasochy
Łosiniec I
Łosiniec II
Łuszczacz
Majdan Sopocki Drugi
Majdan Sopocki Pierwszy
Maziły
Nowiny
Oseredek
Paary
Róża
Rybnica
Susiec I
Susiec II
Wólka Łosiniecka
Zawadki
Weitere Orte der Gemeinde sind:
Dmitroce
Kniazie
Koszele
Niwka-Gajówka
Podrusów
Rebizanty
Sikliwce
Skwarki
Swidy
Zagóra
Zagrodniki
Zuby